# Arpaillargues-et-Aureillac
Arpaillargues-et-Aureillac è un comune francese di 1 028 abitanti situato nel dipartimento del Gard, nella regione dell'Occitania.

## Società

### Evoluzione demografica
Abitanti censiti